# Cyril Bailey
Cyril Bailey CBE FBA (* 13. April 1871 in Kensington (London); † 5. Dezember 1957 in East Hanney bei Oxford) war ein britischer Klassischer Philologe, der von 1902 bis 1939 am Balliol College wirkte. Er ist besonders als Herausgeber, Übersetzer und Kommentator des Dichters Lukrez bekannt.

## Leben
Cyril Bailey studierte von 1889 bis 1894 am Balliol College der Universität Oxford, an dem er auch den größten Teil seiner späteren Laufbahn verbrachte. Von 1894 bis 1902 arbeitete er als Fellow und Tutor am Exeter College. 1902 kehrte er als Fellow an das Balliol College zurück. Im Jahr 1931/1932 wurde er als Sather Professor an die University of California, Berkeley eingeladen. 1932 wurde er zum Mitglied der British Academy gewählt und an der Universität Oxford zum Public Orator ernannt. 1934 amtierte er als Präsident der Classical Association. Als er 1939 in den Ruhestand trat, wurde er zum Commander des Order of the British Empire und zum Honorary Fellow des Balliol College ernannt.
Neben seiner Tätigkeit am Balliol College hatte Bailey von 1921 bis 1939 den Vorsitz im Council der Lady Margaret Hall, eines der ersten Colleges für Frauen. Im Ruhestand beteiligte er sich intensiv an der Herausgabe des Oxford Latin Dictionary.
Baileys Forschungsarbeit konzentrierte sich auf den römischen Dichter Lukrez. Dessen Lehrgedicht De rerum natura gab er mehrmals kritisch heraus und veröffentlichte auch eine englische Übersetzung und einen umfangreichen Kommentar. Als einer der besten Kenner der epikureischen Philosophie erklärte Bailey besonders den geistesgeschichtlichen Hintergrund des Werkes. Seine Beiträge zur Sprache und Textkritik des Autors traten gegenüber seinen Vorgängern Karl Lachmann und Hugh Andrew Johnstone Munro zurück.
Von Lukrez gelangte Bailey zur Philosophie Epikurs und zur römischen Religionsgeschichte, über die er auch seine Sather Lecture in Berkeley hielt. In der akademischen Lehre behandelte Bailey vorzugsweise Lukrez, Cicero und Aristophanes.

## Schriften (Auswahl)
- Lucreti de rerum natura libri sex. Oxford 1900. Zweite Auflage, Oxford 1922
- The Religion of Ancient Rome. 1907
- Lucretius on the Nature of Things. Oxford 1910
- The Clouds of Aristophanes: Partly in the Original and Partly in Translation. Oxford 1921
- Epicurus. The Extant Remains. Oxford 1926. Nachdruck New York 1947, Hildesheim 1970
- The Greek Atomists and Epicurus: A Study. Oxford 1928
- Phases in the Religion of Ancient Rome. Berkeley 1932 (Sather Classical Lectures, Band 10)
- Religion in Virgil. Oxford 1935
- Titi Lucreti Cari de rerum natura libri sex (edition, translation, and commentary). Drei Bände, Oxford 1947. Zahlreiche Nachdrucke